# 乾亨 (遼)
乾亨（けんこう）は、遼の景宗耶律明扆の治世に使用された元号。979年 - 982年。
- 元年：宋の中国統一が完成。高梁河の戦いで宋軍を破る。

## 西暦との対照表
| 乾亨 | 元年  | 2年   | 3年   | 4年   |
| 西暦 | 979年 | 980年 | 981年 | 982年 |
| 干支 | 己卯  | 庚辰  | 辛巳  | 壬午  |